# استان چایانتا
استان چایانتا (به اسپانیایی: Provincia de Chayanta) یکی از استان‌های بولیوی در بولیوی است که در شهرستان پوتوسی واقع شده‌است. استان چایانتا ۴٬۹۶۹ کیلومتر مربع مساحت و ۹۰٬۲۰۵ نفر جمعیت دارد.